# (504) Cora
(504) Cora – planetoida z grupy pasa głównego asteroid okrążająca Słońce w ciągu 4 lat i 180 dni w średniej odległości 2,72 j.a. Została odkryta 30 czerwca 1902 roku w obserwatorium w Arequipa przez Solona Baileya. Nazwa planetoidy pochodzi od Cory, żony jednego z synów Wirakoczy w wierzeniach Inków. Przed nadaniem nazwy planetoida nosiła oznaczenie tymczasowe (504) 1902 LK.